# Radonja
Radonja is een plaats in de gemeente Vojnić in de Kroatische provincie Karlovac. De plaats telt 133 inwoners (2001).